# Борац за слободу
Борац за слободу (енгл. freedom fighter) је борац за слободу и социјалну правду. Особа која се ангажује у политичким или војним активностима како би се срушила или променила влада или социјални систем који се доживљава као опресиван. Супротна страна их најчешће назива побуњеницима или терористима.